# Hermann Lutter
Hermann Lutter (geboren 17. April 1847 in Hannover; gestorben 28. Dezember 1901 ebenda) war ein deutscher Paukist und königlich preußischer Kammermusiker.

## Leben
Geboren in der Residenzstadt des Königreichs Hannover, spielte Hermann Lutter die Pauke im Orchester des Königlich Hannoverschen 6. Infanterie-Regiments. Ab dem 10. September 1865 bis nach der Annexion Hannovers durch das Königreich Preußen war er zunächst aushilfsweise an der hannoverschen Hofoper tätig, bis er ab dem 26. Januar 1869 für den Rest seines Lebens als ordentliches Mitglied des Hannoverschen Hof- und Opernorchesters konzertierte.
Der Königliche Kammermusiker starb im 55. Lebensjahr nach längerem Leiden in seiner Wohnung im Haus Ferdinandstraße 28, von wo aus sein Leichnam auf den Stadtfriedhof Engesohde überführt wurde. Um ihn trauerten Caroline Lutter, geborene Hasler, Else und Amalie Lutter, Emma Siebold, geborene Lutter, Georg Lutter, „Professor Heinrich Lutter“ sowie William und Theodor Lutter und weitere Verwandte.
Nachfolger Lutters im hannoverschen Hoforchester wurde Wilhelm Nause.